# Salish del Río Thompson
Los salish del río Thompson son una tribu del grupo de las lenguas salish, también llamada ntlakyapamick o nhlakamuh, pero que era más conocida como indígenas del río Thompson, que se dividían en 5 sub-tribus repartidas en 70 poblados con 2 o 3 familias cada uno. 

## Localización
Vivían entre las confluencias de los ríos Fraser, Thompson, y Nicola, en la Columbia Británica, ocupan pequeñas reservas similares a las de los lilloeet y shuswap.

## Demografía
El 1900 eran 1700 indios, que aumentaron a 2000 el 1962. El 1980 eran unos 3000 individuos, pero solo 350 hablaban el salish. Según el censo canadiense del año 2000, eran 5798 individuos, divididos en los consejos tribales:
- Fraser Thompson Indians, con las reservas Boothroyd (262 hab.), Boston Bar (231 h), Kanaka Bar (194 hab.), Oregón Jack (53 hab.) y Skuppah (100 hab.). En total, 840 individuos.
- Nicola Tribal Association, con las reservas Cook’s ferry (284 hab.), Nicomen (119 hab.), Upper Nicola (810 hab.), Coldwater (532 hab.) Lower Nicola (684 hab.), Nooaitch (193 hab.) Shackan (116 hab.) y Siska (293 hab.). En total 3.031 individuos.
- Las reservas independientes Spuzzum (199 h) y Lytton (1729 hab.).

## Costumbres
Su cultura pertenece al ámbito del noroeste, como los nootka o kwakiutl. Vivían en casas semi-subterráneas bi-familiares de palos cubiertos con hierba, en verano, y en invierno las hacían de adobe. 
Su economía se basaba en la pesca del salmón, en el cultivo de las patatas, guisantes, judías, maíz y nabos, y en la cría de pollos, cerdos y vacas. También cazaban ciervos, pájaros y pequeños mamíferos. También eran conocidos en la región por sus canoas como las de los Nez percé.

## Historia
El 1845 fueron cristianizados por el jesuita Roberto de Nobili, y en 1858-1859 contactaron con el gobierno británico. El 1861 los episcopalianos  establecieron una misión permanente que consiguió la casi total conversión de los indios. Aun así, en 1880 el padre Paul Le Jeune consiguió unas 300 conversiones al catolicismo. Más tarde se organizaron para reivindicar ante el gobierno canadiense y formaron el Nlaka'pamux Nation Tribal Council.